# 206

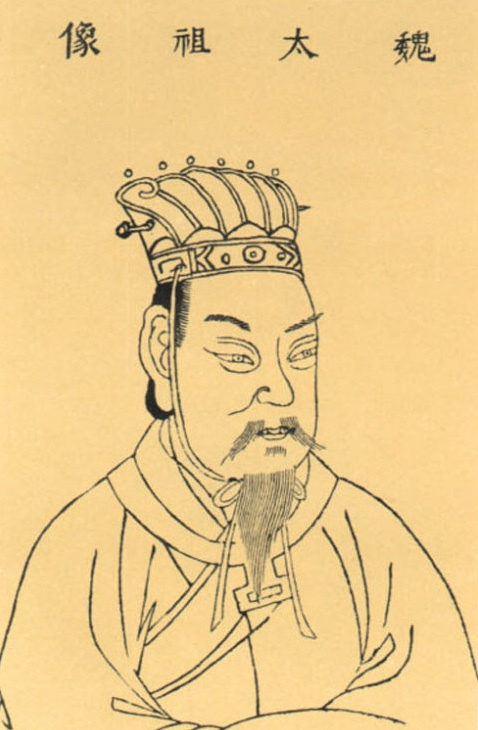
Krijgsheer Cao Cao (154 - 220)

Het jaar 206 is het 6e jaar in de 3e eeuw volgens de christelijke jaartelling.

## Gebeurtenissen

### China
- Krijgsheer Cao Cao domineert de Noordelijke Chinese Vlakte en breidt het Koninkrijk Wei verder noordwaarts uit tot aan de benedenloop van de Gele Rivier.

## Geboren
- Gaius Vibius Trebonianus Gallus, keizer van het Romeinse Keizerrijk (overleden 253)